# Ryggsträngsdjur
Ryggsträngsdjur eller kordater (Chordata) är en djurstam som innefattar ryggradsdjuren, manteldjuren och lansettfiskarna. Gemensamt för alla ryggsträngsdjur är att de åtminstone under någon period av sitt leverne får ryggen förstärkt av en ryggsträng, samt ett nervrör som går utefter ryggsidan. Hos människan motsvaras nervröret av ryggmärgen.
Ryggsträngsdjuren utvecklades under den kambriska explosionen. Närmast besläktade grupper är tagghudingar och svalgsträngsdjur.

## Utseende
Ryggsträngsdjurens ryggsträng är oftast helt utvecklad, men de mer basala grupperna saknar det skyddande kalkhölje som en ryggrad utgör hos ryggradsdjuren. Gemensamt för alla ryggsträngsdjur är att de under åtminstone någon del av sitt liv har en ryggsträng som förstärkning utefter ryggen. Ryggsträngen ger kroppen böjlighet och stadga. Dessutom har alla ryggsträngsdjur ett nervrör utefter ryggsidan som är deras viktigaste nervledning. Hos människor motsvaras det av ryggmärgen. Hos ringmaskar och leddjur motsvaras nervledningen av bukgangliekedjan.

## Utbredning
Ryggsträngsdjuren förekommer över hela jorden, och omkring 48 000 arter har beskrivits (2013). I Sverige fortplantar sig 525 av dessa, och ett antal fiskar och fåglar förekommer sporadiskt.

## Ryggsträngsdjurens indelning
Ryggsträngsdjuren delas in i ryggsträngsdjur utan ryggrad, vilka innefattar manteldjuren, såsom sjöpungar, och lansettfiskarna. De har en ryggsträng men saknar ett ryggradsskelett. Störst avsaknad av ryggsträng noteras hos manteldjuren, där enbart larverna har ryggsträng och nervrör. När de växer tillbakabildas deras nervsystem successivt. Sjöpungen till exempel sitter därför på ett fast underlag efter att nervsystemet tillbakabildats, där de fungerar som filtrerare.
Ryggradsdjuren å andra sidan har en ryggrad och ett ryggradsskelett, vilket har möjliggjort betydligt större djur än inom de andra djurstammarna. Blåvalen är exempelvis förmodligen det största djur som någonsin har levat, och några ryggsträngsdjur eller lägre stammar har aldrig uppnått samma storlek.

### Systematik
Ryggsträngsdjuren har följande systematiska indelning:
Stam: Ryggsträngsdjur (Chordata)
- Understam: Manteldjur (Tunicata eller Urochordata)
  - Klass: Sjöpungar (Ascidiacea)
  - Klass: Salper (Thaliacea)
  - Klass: Appendikularier (Larvacea eller Appendicularia)
- Understam: Lansettfiskar (Cephalochordata)
- Understam: Ryggradsdjur (Vertebrata)
  - Klass: Käklösa fiskar (Agnatha)
  - Klass: Broskfiskar (Chondrichthyes)
  - Klass: Benfiskar (Osteichthyes)
  - Klass: Groddjur (Amphibia)
  - Klass: Kräldjur (Reptilia)
  - Klass: Fåglar (Aves)
  - Klass: Däggdjur (Mammalia)